# Поб'єник
45°43′ пн. ш. 16°37′ сх. д. / 45.71° пн. ш. 16.61° сх. д.
Поб'єник (хорв. Pobjenik) — населений пункт у Хорватії, у Б'єловарсько-Білогорській жупанії у складі міста Чазма.

## Населення
Населення за даними перепису 2011 року становило 215 осіб.
Динаміка чисельності населення поселення: